# میرزا عباس دیری
میرزا عباس دیّری شاعر اهل ایران بود.
عباس دیری فرزند میرزا محمد دیری در پاییز سال 1307 خورشیدی در دیر در استان بوشهر در خانواده ای نیکنام و معروف چشم به جهان گشود.از آوان جوانی استعداد و ذوقی سر شار از خود نشان می داد به مردم مهر می ورزید و خود را برای خدمت به آنان آماده می ساخت به هر وسیله و از هر راهی که می شناخت و می توانست به قلم یا به قدم.از کودکی دارای هوش و ذکاوتی ویژه بوده است.در سنین سه و چهار سالگی از ذوق و ابتکار سازندگی برخوردار بود بطوری که در همان کودکی پدرش به او می گفت شاعر و همین که به مدرسه رفت این استعداد و قریحه بیشتر تجلی کرد و بارور شد.
دیری در خردادماه سال 1345 خورشیدی در جوانی دیده از جهان ناپایدار فرو بست و با این مرگ نبهنگام و زودرس دسوتان و شهروندان خود را در بهت و اندوهی ژرف فرو برد.
از اشعار او که بر سنگ مزارش نقش بسته‌است:
| ز راهی دورم و تشویش دارم     |  | که راهی دورتر در پیش دارم    |
| به من ای همنشینان دل مبندید  |  | که من ایمان به مرگ خویش دارم |
| دریغا از گذشت روزگارم        |  | دریغا جلوه کار انتظارم       |
| جوانی رفت و گل پژمرد و نشکفت |  | یکی غنچه در ایام بهارم       |